# Paz Vega
Paz Campos Trigo (Sevilla, 2 januari 1976) is een Spaans actrice. Ze speelde onder meer het titelpersonage in Lucía y el sexo, waarvoor ze onder meer de prijs voor beste vrouwelijke doorbraak kreeg op zowel het Filmfestival van Cannes als bij de Goya Awards. Voor haar hoofdrol in een versie van Carmen uit 2003 werd ze bij de European Film Awards genomineerd voor de publieksprijs.
Vega werd geboren als Campos Trigo, maar gebruikt de achternaam van haar grootmoeder als artiestennaam. Haar ambitie is om niet alleen Spaans- maar ook Engelstalige filmrollen te spelen. Dit streven werd bereikt in onder meer The Human Contract, The Spirit, Not Forgotten en Shell Shock. Voordat Vega doorbrak als filmactrice was ze al te zien in televisieseries.
Vega trouwde in 2002 met de Venezolaan Orson Salazar, met wie ze in mei 2007 zoon Orson kreeg en in juli 2009 dochter Ava.

## Filmografie
Uitgezonderd korte films en televisiefilms.
| Jaar | Film                                                 |
| ---- | ---------------------------------------------------- |
| 1999 | Zapping                                              |
| 1999 | Sobreviviré                                          |
| 1999 | Nadie conoce a nadie                                 |
| 2001 | Lucía y el sexo                                      |
| 2001 | Sólo mía                                             |
| 2002 | Hable con ella                                       |
| 2002 | El otro lado de la cama                              |
| 2002 | Novo                                                 |
| 2003 | Carmen                                               |
| 2004 | Di que sí                                            |
| 2004 | Spanglish                                            |
| 2006 | 10 Items or Less                                     |
| 2006 | Los Borgia                                           |
| 2006 | Fade to Black                                        |
| 2007 | La masseria delle allodole                           |
| 2007 | Teresa, el cuerpo de Cristo                          |
| 2008 | The Human Contract                                   |
| 2008 | The Spirit                                           |
| 2009 | Not Forgotten                                        |
| 2009 | The Six Wives of Henry Lefay                         |
| 2009 | Shell Shock                                          |
| 2010 | Burning Palms                                        |
| 2010 | Vallanzasca - Gli angeli del male                    |
| 2010 | Don Mendo Rock ¿La venganza?                         |
| 2011 | Cat Run                                              |
| 2012 | Madagascar 3: Europe's Most Wanted                   |
| 2013 | Los amantes pasajeros                                |
| 2013 | Espectro                                             |
| 2014 | Grace of Monaco                                      |
| 2014 | Não Pare na Pista: A Melhor História de Paulo Coelho |
| 2014 | Kill the Messenger                                   |
| 2014 | La ignorancia de la sangre                           |
| 2015 | All Roads Lead to Rome                               |
| 2015 | Beautiful & Twisted                                  |
| 2016 | La vida inmoral de la pareja ideal                   |
| 2017 | Acts of Vengeance                                    |
| 2018 | The Bra                                              |
| 2019 | ¡Ay, mi madre!                                       |
| 2019 | Rambo: Last Blood                                    |
| 2022 | There Are No Saints                                  |